# Rossenray
Rossenray ist ein Ortsteil der Stadt Kamp-Lintfort im Kreis Wesel in Nordrhein-Westfalen. Bis 1934 war Rossenray eine eigenständige Gemeinde im damaligen Kreis Moers.

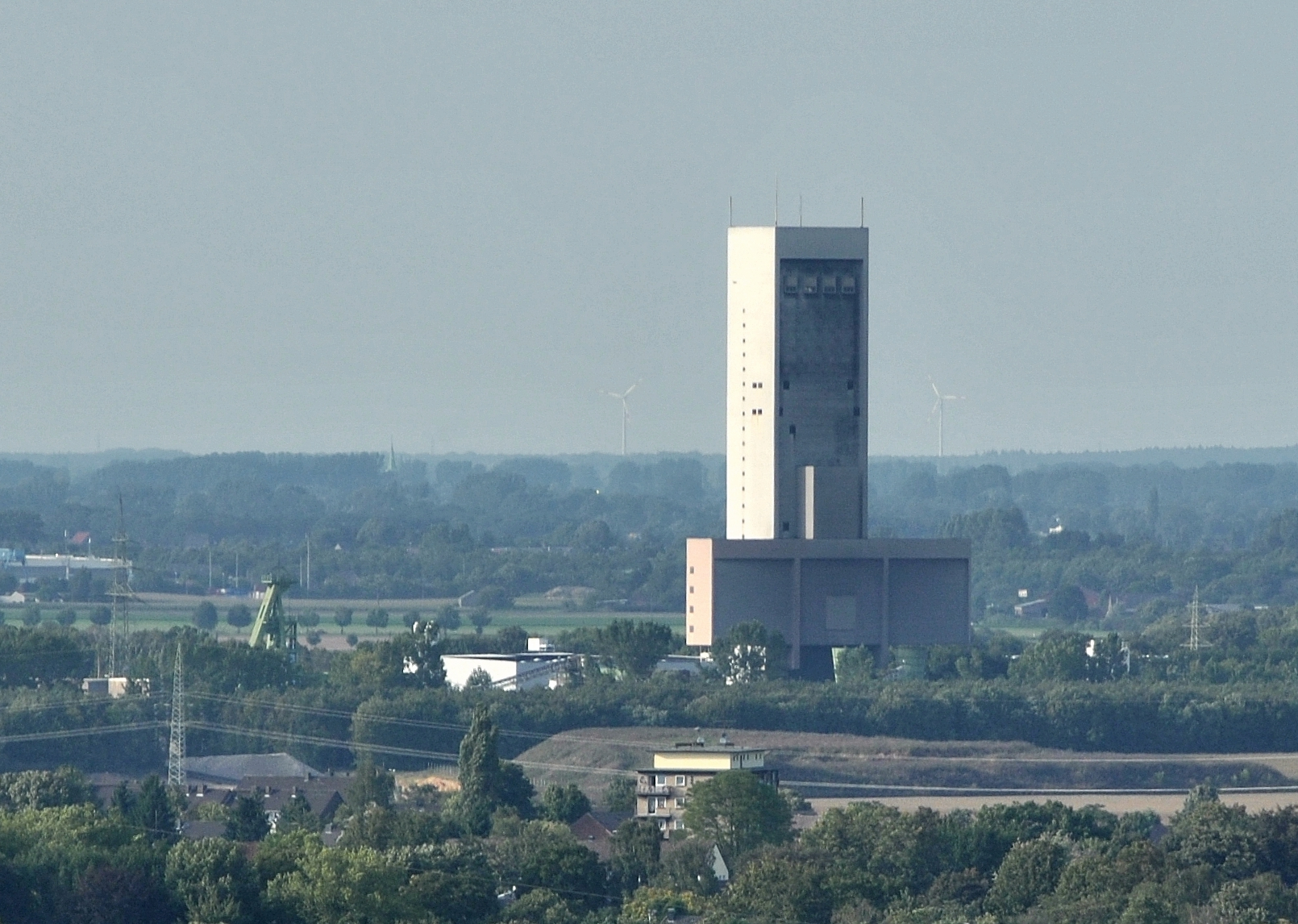
Förderturm der ehemaligen Zeche Rossenray

## Geographie
Der Stadtteil Rossenray wird im Norden von der Stadtgrenze zu Rheinberg, im Osten von der Stadtgrenze zu Moers, im Süden von der Moerser Straße und im Westen von der Friedrichstraße begrenzt.
Baggerseen, ehemaliges Zechengelände und landwirtschaftliche Flächen nehmen den überwiegenden Teil des Stadtteils ein. Ein verdichtetes Wohngebiet liegt im Süden des Stadtteils an der Moerser Straße.
Die ehemalige Gemeinde Rossenray besaß eine Fläche von 5,92 km².

## Geschichte

Lage der Gemarkung Rossenray in Kamp-Lintfort

Rossenray war ursprünglich eine Bauerschaft und bildete seit dem 19. Jahrhundert eine Landgemeinde in der Bürgermeisterei Vierquartieren (ab 1928 Amt Vierquartieren). Diese gehörte bis 1857 zum Kreis Geldern und seit 1857 zum Kreis Moers. Am 1. April 1934 wurde Rossenray Gründungsbestandteil der neuen Stadt Kamp-Lintfort. Im Verlauf des 20. Jahrhunderts änderte sich der Charakter der upsrünglich rein landwirtschaftlichen Gemeinde. Es entstanden mehrere Baggerseen, die städtische Bebauung von Kamp-Lintfort dehnte sich nach Rossenray aus und von 1963 bis 2011 wurde in Rossenray eine Steinkohlenzeche betrieben.
Im Oktober 2019 begann der Rückbau des weithin sichtbaren Förderturmes der ehemaligen Schachtanlage Rossenray. Durch den Rückbau wurde auch das Kunstwerk „Yellow Marker“ von Mischa Kuball zerstört. Der Förderturm war bei diesem Kunstwerk der „Westpol“; „Ostpol“ ist der Turm der Zeche Königsborn III/IV in Bönen. Die Themenroute „Rheinischer Bergbau“ (TR 17) der „Route der Industriekultur“ führt den Förderturm der Zeche weiterhin aus Station auf.

## Einwohnerentwicklung
| Jahr | Einwohner | Quelle |
| ---- | --------- | ------ |
| 1832 | 351       | [ 3 ]  |
| 1864 | 330       | [ 4 ]  |
| 1871 | 314       | [ 5 ]  |
| 1885 | 341       | [ 6 ]  |
| 1910 | 346       | [ 7 ]  |
| 1925 | 404       | [ 2 ]  |

## Baudenkmäler

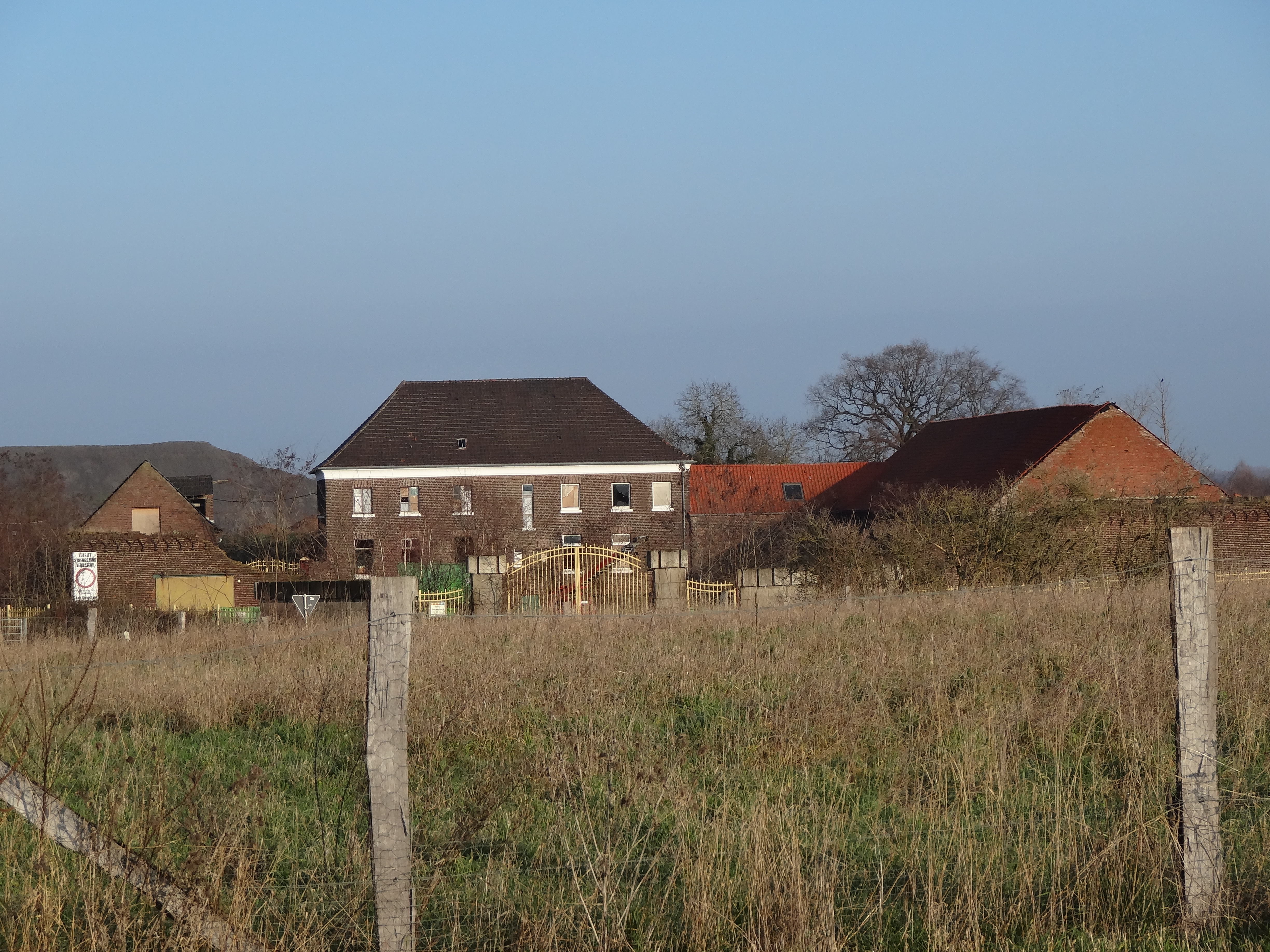
Gut Asdonk

Die ehemalige Volksschule Rossenray am Krummensteg 1, der Niepschen Hof an der 	Bendenstraße 42 und das Gut Asdonk am Asdonksweg 35 stehen in Rossenray unter Denkmalschutz.
Im Laufe der Jahre wurde der Denkmalschutz nicht hinreichend überwacht. Ende des Jahres 2020 wurde nach Jahre des Verfalls der Hof abgerissen.

## Kultur
Ein Träger des lokalen Brauchtums ist die St. Bernhardus Bruderschaft Rossenray von 1296.

## Infrastruktur
Die Müllverbrennungsanlage Asdonkshof befindet sich in Rossenray.

## Verkehr
Die Bundesautobahn 57 verläuft entlang der östlichen Grenze von Rossenray und besitzt in diesem Bereich die drei Anschlussstellen Rheinberg, Asdonkshof und Kamp-Lintfort.